# フレイミング・ユース
フレイミング・ユース（Flaming Youth）は、1960年代後半に活動したイギリスのロック・バンド。商業的には成功しておらず、現在は主にフィル・コリンズが最初に在籍したバンドとして記憶されている。

## 略歴

### キャリア
1969年、ウォーカー・ブラザーズのアメリカ人歌手ジョン・ウォーカーがイギリスでツアーを行い、キーボード奏者のブライアン・チャットン、ベーシストのゴードン・"フラッシュ"・スミス、ギタリストのロニー・キャリル、ドラマーのフィル・コリンズが同行した。ツアーの後、彼らはヒッコリー (Hickory)と名乗って一緒に活動して行くことに決め、1969年にシングル「Green Light/The Key」を録音した。
自分たちが取り組んでいるアルバムの録音をしてくれるバンドを探していたソングライターのケン・ハワードとアラン・ブレイクリーに出会い、彼らはフレイミング・ユースと改名した。1969年にアルバム『アーク II』をリリース。11月、『ニュー・ミュージカル・エクスプレス』は、このコンセプト・アルバムがオランダで撮影された1時間のテレビ特番のテーマであると報じた。LPは英国のフォンタナ・レコードからリリースされ、いくつかの批評を受けたものの、商業的な成功を収めることはできなかった。フォローアップ・シングルとして「Man, Woman And Child」が存在している。バンドはギグを行うのに苦労した。オルガン奏者のロッド・メイオール（ジョン・メイオールの兄弟）が、1970年初めに解散する前、一時的にバンドに加わった。

### 余波
コリンズとキャリルは解散の翌年、ジェネシスのオーディションを受け、キャリルは受からなかったが、スティーヴ・ハケットを募集する直前、2人はアイルズベリーでジェネシスと一緒にコンサートを行った。キャリルは後にコリンズのソロ・ツアーでリズム・ギタリストとしてコリンズと演奏した。
フレイミング・ユースを去った後、チャットンは、マルチ奏者のジョン・マクバーニーと共に、ナイスのベーシスト兼シンガーであるリー・ジャクソン率いるジャクソン・ハイツに参加。一緒に3枚のアルバムを録音した。チャットンのソロ・アルバム『Playing For Time』は、ドラムにコリンズをフィーチャーしている。

## メンバー
- ブライアン・チャットン (Brian Chatton) - オルガン、ピアノ、ボーカル
- ゴードン・"フラッシュ"・スミス (Gordon "Flash" Smith) - ギター、12弦ギター、ベース、ボーカル
- ロニー・キャリル (Ronnie Caryl) - ベース、ボーカル
- フィル・コリンズ (Phil Collins) - ドラム、パーカッション、ボーカル

## ディスコグラフィ

### アルバム
- 『アーク II』 - Ark 2 (1969年)

### シングル
- "Guide Me, Orion" (1969年)
- "Man, Woman And Child" (1970年)